# Ahmadou Keita
Ahmadou Louis Karim Keita (Bamako, 2 novembre 1970) è un ex cestista maliano con cittadinanza francese.

## Palmarès
- Campione ProB (2001)